# John Bagot Glubb
Sir John Bagot Glubb, född den 16 april 1897 i Preston, Lancashire, död den 17 mars 1986 i Mayfield, Sussex, var en brittisk militär, forskare och författare, mest känd som chef för Jordaniens Arablegionen 1938–1956.

## Biografi
Glubb utbildades vid Cheltenham College och värvades till Royal Engineers 1915. Han blev allvarligt sårad på västfronten under första världskriget.
År 1920 överfördes han till Irak som då styrdes av Storbritannien enligt ett mandat från Nationernas förbund. Han blev där officer i arabiska legionen 1930 och året därpå bildade han Desert patrol – en grupp bestående av enbart beduiner – för att hejda problemet med plundringar som plågat den södra delen av landet. Inom några år hade han lyckats få beduinstammarna att avstå från raider mot angränsande stammar. Glubb designade enhetens uniformer och introducerade i denna en variant av det traditionella vita plagget keffeiyeh. Variationen bestod i att plagget försågs med röda mönster.
År 1939 efterträdde Glubb Frederick G. Peak som befälhavare för den Arablegionen (nu känd som Jordaniens kungliga armé). Under hans ledning utvecklades legionen till Arabvärldens bäst utbildade stridskraft och han blev känd under namnet Glubb Pasha.
Under arabisk-israeliska 1948 kriget ansågs den arablegionen vara den starkaste arabiska armén som deltog i kriget och Glubb ledde den legionen till Jordaniens ockupation av Västbanken. Trots vissa förhandlingar och överenskommelser mellan den judiska myndigheten och kung Abdullah I av Jordanien, ägde våldsamma strider rum i Kfar Etzion, Jerusalem och Latrun.
I sin roll som befälhavare spelade Glubb även en politiskt inflytelserik roll i Jordanien, inte minst under kriget 1948. Han tvingades avgå i mars 1956 som en följd av de växande intressemotsättningarna mellan Storbritannien och Arabstaterna.

## Författarskap
Glubb har publicerat historiska och aktuella böcker om Mellersta Östern, bland vilka kan nämnas The Story of the Arab legion (1948), Britain and the Arabs (1959) och Peace in the Holy Land (1971). The Fate of Empires and Search for Survival april (1978)